# Tassadane Haddada
Tassadane Haddada è un comune dell'Algeria, situato nella provincia di Mila.